# Crocidura
Crocidura là một chi động vật có vú trong họ Chuột chù, bộ Soricomorpha. Chi này được Wagler miêu tả năm 1832. Tên thông dụng của chúng thường là chuột chù chân trắng hoặc chuột xạ.

## Các loài
Chi này gồm các loài:
- Crocidura aleksandrisi - Chuột chù Cyrenaica
- Crocidura allex - Chuột chù cao nguyên Đông Phi
- Crocidura andamanensis - Chuột chù Andaman
- Crocidura annamitensis- Chuột chù Trường Sơn [2]
- Crocidura ansellorum - Chuột chù Ansell
- Crocidura arabica - Chuột chù Ả Rập
- Crocidura arispa
- Crocidura armenica - Chuột chù Armeni
- Crocidura attenuata - Chuột chù xám châu Á
- Crocidura attila - Chuột chù Attila
- Crocidura baileyi - Chuột chù Bailey
- Crocidura baluensis - Chuột chù Kinabalu
- Crocidura batakorum Chuột chù Batak
- Crocidura batesi - Chuột chù Bates
- Crocidura beatus - Chuột chù Mindanao
- Crocidura beccarii - Chuột chù Beccari
- Crocidura bottegi - Chuột chù Bottego
- Crocidura bottegoides
- Crocidura brunnea - Chuột chù đuôi dày
- Crocidura buettikoferi - Chuột chù Buettikofer
- Crocidura caliginea - Chuột chù sẫm châu Phi
- Crocidura canariensis - Chuột chù Canary
- Crocidura caspica - Chuột chù Caspi
- Crocidura cinderella - Chuột chù Cinderella
- Crocidura congobelgica - Chuột chù chân trắng Congo
- Crocidura cranbooki[2]
- Crocidura crenata - Chuột chù chân dài
- Crocidura crossei - Chuột chù Crosse
- Crocidura cyanea - Chuột xạ xám hồng
- Crocidura denti - Chuột chù Dent
- Crocidura desperata - Chuột chù Desperate
- Crocidura dhofarensis - Chuột chù Dhofar
- Crocidura dolichura - Chuột xạ đuôi dài
- Crocidura douceti - Chuột xạ Doucet
- Crocidura dsinezumi - Chuột chù Dsinezumi
- Crocidura eisentrauti - Chuột chù Eisentraut
- Crocidura elgonius - Chuột chù Elgon
- Crocidura elongata - Chuột chù Elongated
- Crocidura erica
- Crocidura fischeri - Chuột chù Fischer
- Crocidura flavescens
- Crocidura floweri - Chuột chù Flower
- Crocidura foetida - Chuột chù Borneo
- Crocidura foxi - Chuột chù Fox
- Crocidura fuliginosa - Chuột chù Đông Nam Á
- Crocidura fulvastra - Chuột chù đồng cỏ savanna
- Crocidura fumosa - Chuột chù chân trắng ngà
- Crocidura fuscomurina - Chuột xạ hai màu
- Crocidura glassi - Chuột chù Glass
- Crocidura gmelini - Chuột chù chân trắng Gmelin
- Crocidura goliath - Chuột chù Goliath
- Crocidura gracilipes - Chuột xạ Peters
- Crocidura grandiceps
- Crocidura grandis
- Crocidura grassei - Chuột chù Grasse
- Crocidura grayi
- Crocidura greenwoodi - Chuột chù Greenwood
- Crocidura guy[2]
- Crocidura harenna - Chuột chù Harenna
- Crocidura hikmiya***
- Crocidura hildegardeae - Chuột chù Hildegarde
- Crocidura hilliana - Chuột chù Hill
- Crocidura hirta - Chuột xạ đỏ tí hon
- Crocidura hispida
- Crocidura horsfieldii - Chuột chù Horsfield
- Crocidura hutanis - Chuột chù Hutan
- Crocidura ichnusae - Chuột chù chân trắng Bắc Phi
- Crocidura indochinensis - Chuột chù Đông Dương
- Crocidura jacksoni - Chuột chù Jackson
- Crocidura jenkinsi - Chuột chù Jenkins
- Crocidura jouvenetae - Chuột chù Jouvenet
- Crocidura katinka - Chuột chù Katinka
- Crocidura kegoensis Chuột chù Kẻ Gỗ**
- Crocidura kivuana - Chuột chù Kivu
- Crocidura lamottei - Chuột chù Lamotte
- Crocidura lanosa - Chuột chù Kivu lông dài
- Crocidura lasiura - Chuột chù chân trắng Ussuri
- Crocidura latona - Chuột chù Latona
- Crocidura lea - Chuột chù Sulawesi
- Crocidura lepidura - Chuột chù lớn Sumatra
- Crocidura leucodon - Chuột chù lớn hai màu
- Crocidura levicula - Chuột chù tí hon Sulawesi
- Crocidura littoralis - Chuột chù đuôi trụi
- Crocidura longipes - Chuột chù đầm lầy đồng cỏ savanna
- Crocidura lucina - Chuột chù Lucina
- Crocidura ludia - Chuột chù Ludia
- Crocidura luna
- Crocidura lusitania - Chuột chù Mauritania
- Crocidura macarthuri - Chuột chù MacArthur
- Crocidura macmillani - Chuột chù MacMillan
- Crocidura macowi
- Crocidura malayana - Chuột chù Malaya
- Crocidura manengubae - Chuột chù Manenguba
- Crocidura maquassiensis - Chuột xạ Makwassie
- Crocidura mariquensis - Chuột xạ đầm lầy
- Crocidura maurisca - Chuột chù đuôi trụi Gracile
- Crocidura maxi - Chuột chù Java
- Crocidura mindorus - Chuột chù Mindoro
- Crocidura miya - Chuột chù đuôi dài Sri Lanka
- Crocidura monax - Chuột chù Kilimanjaro
- Crocidura monticola - Chuột chù Sunda
- Crocidura montis - Chuột chù chân trắng Montane
- Crocidura muricauda - Chuột chù đuôi dài Tây Phi
- Crocidura musseri - Chuột chù rừng Mossy
- Crocidura mutesae - Chuột xạ Uganda
- Crocidura nana - Chuột chù lùn Somali
- Crocidura nanilla - Chuột chù lùn đồng cỏ savanna
- Crocidura negligens - Chuột chù Peninsular
- Crocidura negrina - Chuột chù Negro
- Crocidura nicobarica - Chuột chù Nicobar
- Crocidura nigeriae - Chuột chù Nigeria
- Crocidura nigricans - Chuột chù chân trắng đen nhạt
- Crocidura nigripes - Chuột chù chân đen
- Crocidura nigrofusca - Chuột chù đen châu Phi
- Crocidura nimbae - Chuột chù Nimba
- Crocidura ninoyi - Chuột chù Sibuyan [3]
- Crocidura niobe - Chuột chù Niobe
- Crocidura obscurior - Chuột chù lùn Tây Phi
- Crocidura olivieri - Chuột chù lớn châu Phi
- Crocidura orientalis - Chuột chù phương Đông
- Crocidura orii - Chuột chù Ryukyu
- Crocidura palawanensis - Chuột chù Palawan
- Crocidura panayensis - Chuột chù Panay
- Crocidura paradoxura - Chuột chù đuôi dài Sumatra
- Crocidura parvipes - Chuột chù chân nhỏ
- Crocidura pasha - Chuột chù tí hon Sahel
- Crocidura pergrisea - Chuột chù xám Pale
- Crocidura phaeura - Chuột chù Guramba
- Crocidura phanluongi - Chuột chù Phan Lương
- Crocidura phuquocensis - Chuột chù Phú Quốc
- Crocidura picea - Chuột chù Cameroon
- Crocidura pitmani - Chuột chù Pitman
- Crocidura planiceps
- Crocidura poensis - Chuột xạ Fraser
- Crocidura polia - Chuột chù Polia
- Crocidura pullata - Chuột chù chân trắng Kashmir
- Crocidura raineyi - Chuột chù Rainey
- Crocidura ramona
- Crocidura rapax - Chuột chù chân trắng Trung Hoa
- Crocidura religiosa - Chuột chù lùn Ai Cập
- Crocidura rhoditis
- Crocidura roosevelti - Chuột chù Roosevelt
- Crocidura russula - Chuột chù chân trắng lớn
- Crocidura sapaensis - Chuột chù Sa Pa[4]
- Crocidura selina - Chuột chù vùng thấp Uganda
- Crocidura serezkyensis - Chuột chù đá nhỏ
- Crocidura shantungensis - Chuột chù chân trắng nhỏ châu Á
- Crocidura sibirica - Chuột chù Siberi
- Crocidura sicula - Chuột chù Sicilia
- Crocidura silacea - Chuột xạ nhỏ nâu xám
- Crocidura smithii
- Crocidura sokolovi - Chuột chù Sokolov*
- Crocidura somalica - Chuột chù Somali
- Crocidura stenocephala - Chuột chù đầm lầy Kahuzi
- Crocidura suaveolens - Chuột chù chân trắng nhỏ
- Crocidura susiana - Chuột chù Iran
- Crocidura tanakae - Chuột chù xám Đài Loan
- Crocidura tansaniana - Chuột chù Tanzania
- Crocidura tarella - Chuột chù Tarella
- Crocidura tarfayensis - Chuột chù Sahara
- Crocidura telfordi - Chuột chù Telford
- Crocidura tenuis - Chuột chù Timor
- Crocidura thalia - Chuột chù Thalia
- Crocidura theresae - Chuột chù Theresa
- Crocidura thomensis - Chuột chù São Tomé
- Crocidura trichura - Chuột chù đảo Giáng Sinh
- Crocidura turba - Chuột chù Turbo
- Crocidura ultima - Chuột chù Ultimate
- Crocidura usambarae - Chuột chù Usambara
- Crocidura viaria
- Crocidura virgata - Chuột chù Mamfe
- Crocidura voi - Chuột chù Voi
- Crocidura vorax
- Crocidura vosmaeri - Chuột chù Banka
- Crocidura watasei - Chuột chù nhỏ Ryukyu
- Crocidura whitakeri - Chuột chù Whitaker
- Crocidura wimmeri - Chuột chù Wimmer
- Crocidura wuchihensis - Chuột chù đảo Hải Nam
- Crocidura xantippe - Chuột chù Xanthippe
- Crocidura yankariensis - Chuột chù Yankari
- Crocidura zaitsevi Chuột chù Zaitsev*
- Crocidura zaphiri - Chuột chù Zaphir
- Crocidura zarudnyi - Chuột chù đá Zarudny
- Crocidura zimmeri - Chuột chù Upemba
- Crocidura zimmermanni - Chuột chù Crete

*Loài mới.

**Loài mới.

***Loài mới.

## Hình ảnh

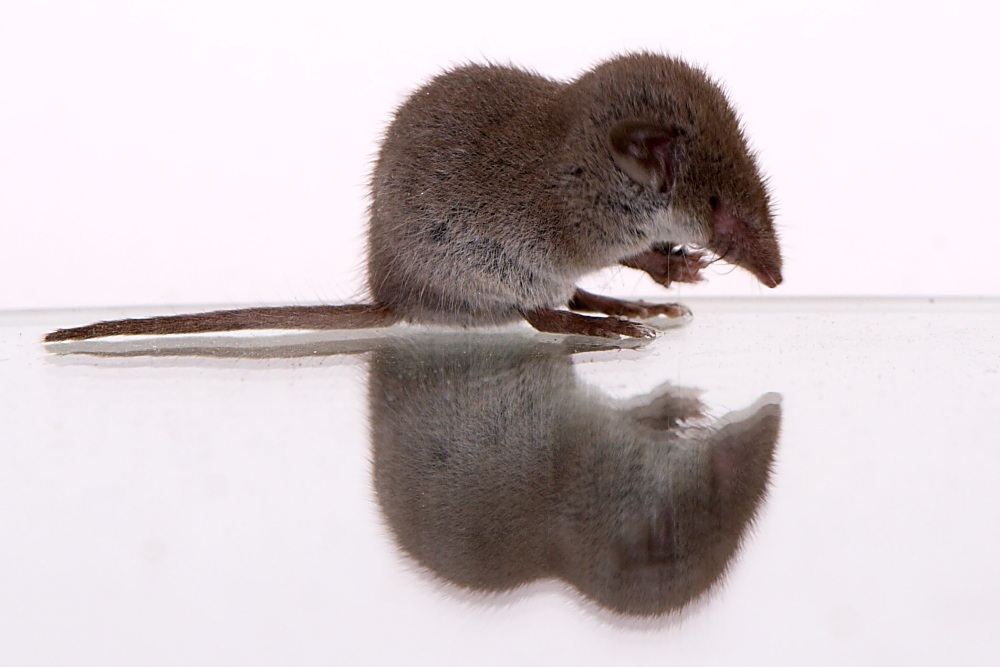
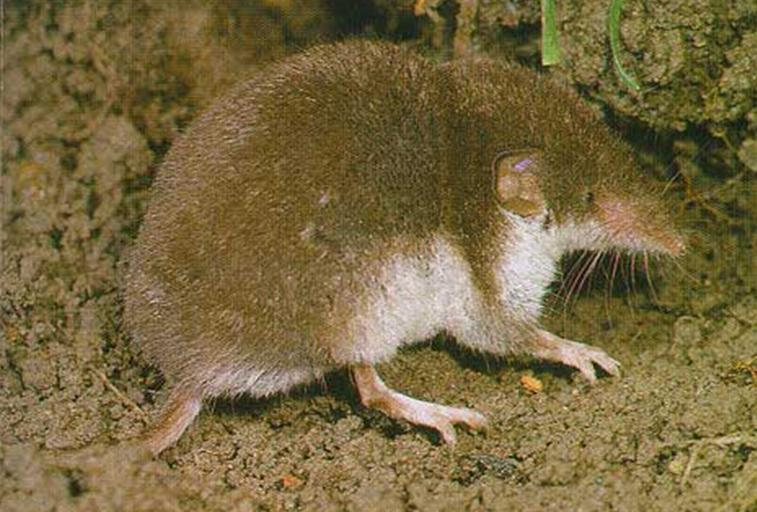
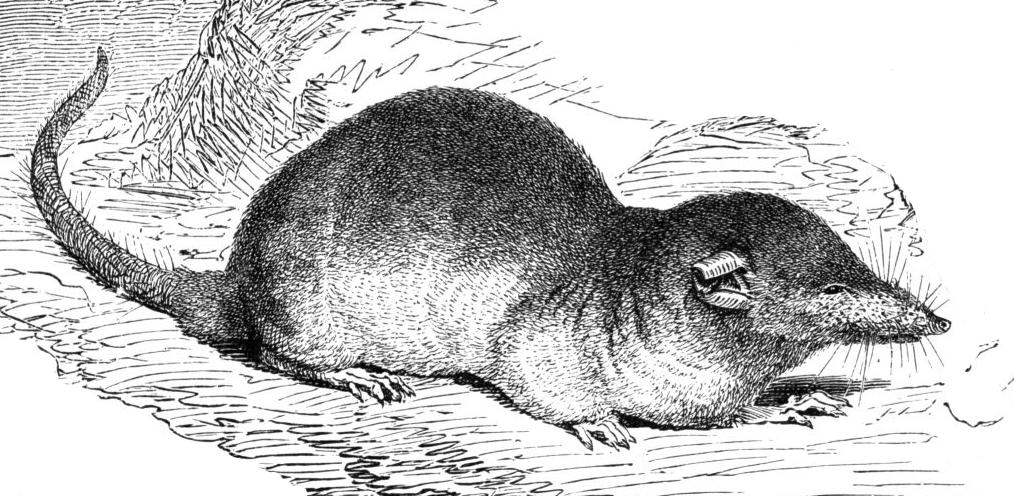

- Tập tin:Sorex minutus-1.jpg